# Jessica Vosk
Jessica Vosk (nacida el 30 de septiembre de 1983) es una cantante y actriz estadounidense, conocida por su trabajo en teatro musical.
Vosk es conocida por su interpretación del papel principal de Elphaba en Wicked, que interpretó en Broadway en el Gershwin Theatre de julio de 2018 a mayo de 2019 (un período que incluyó el 15.º aniversario del show). También interpretó a Elphaba en la segunda gira nacional del programa desde septiembre de 2016 hasta septiembre de 2017. En 2024, prestó su voz a Lute en la serie musical animada para adultos Hazbin Hotel.

## Primeros años y educación
Vosk se crio en Clinton, Nueva Jersey, comenzando en el teatro comunitario a una edad temprana. Su padre tocaba en una banda y le enseñó a cantar por primera vez. Después de graduarse de North Hunterdon High School, obtuvo una licenciatura en teatro musical en The Hartt School en West Hartford, Connecticut, pero se transfirió a la Universidad Estatal de Montclair, donde se graduó con una licenciatura en Comunicaciones y Relaciones Públicas y con Inversores. Trabajó en relaciones con inversores durante tres años en Wall Street antes de decidirse a perseguir sus ambiciones en Broadway.

## Carrera

### Teatro
La gran oportunidad de Vosk llegó en 2009 cuando fue elegida como vocalista para el concierto en vivo Kristina escrito por Benny Andersson y Björn Ulvaeus de ABBA y presentado en el Carnegie Hall y en el Royal Albert Hall de Londres.
Vosk hizo su debut en Broadway en 2014 en Los puentes de Madison de Jason Robert Brown. Fue elegida como un columpio e hizo su debut principal como Marian. También fue suplente del papel de Chiara.
De Los puentes de Madison pasó a Finding Neverland, en la que estuvo en la producción original de Broadway interpretando el papel de Miss Bassett y suplente de Mrs du Maurier.
Luego interpretó a Fruma Sarah en la reposición de Broadway de El violinista en el tejado de 2015-2016. También fue suplente de Golde/Yente.
También en 2014, actuó como Anita en la grabación en vivo de la Orquesta Sinfónica de San Francisco de la banda sonora de West Side Story que fue nominada a un Grammy.
Vosk dejó Fiddler on The Roof en 2016 para unirse al elenco de la Segunda Gira Nacional de Wicked sucediendo a Emily Koch en el papel principal de Elphaba. Hizo su debut en South Bend, Indiana, el 7 de septiembre de 2016, junto a Amanda Jane Cooper como Glinda. Su último show en la gira fue el 24 de septiembre de 2017 en Cincinnati, Ohio.
El 18 de junio de 2018, se anunció que Vosk volvería a interpretar el papel de Elphaba en la producción de Broadway de Wicked, sucediendo a Jackie Burns. Su primera actuación tuvo lugar el 16 de julio de 2018 en el Gershwin Theatre. Vosk terminó su carrera como Elphaba el 12 de mayo de 2019 y fue reemplazada por Hannah Corneau. Vosk fue la ganadora del premio Audience Choice Award de Broadway.com 2019 al mejor reemplazo (femenino) por su interpretación de Elphaba.
También en 2019 Vosk originó el papel de tía Val en el estreno mundial de la adaptación musical de Becoming Nancy. La producción se presentó en el Coca-Cola Stage del Alliance Theatre, que forma parte de Atlanta Theatre Company del 6 de septiembre al 6 de octubre de 2019. Vosk fue la ganadora del premio BroadwayWorldAtlanta a la Mejor Actriz en un Musical.
El 17 de febrero de 2020, Vosk apareció como uno de los Narradores en el concierto del 50 aniversario de Joseph and the Amazing Technicolor Dreamcoat en el Lincoln Center.
Vosk hizo su debut en solitario en el Carnegie Hall el 8 de noviembre de 2021.

### Trabajo de grabación
Vosk lanzó su primer álbum titulado Wild and Free el 10 de agosto de 2018. El álbum es una mezcla de teatro musical y pop e incluye canciones de Sara Bareilles, Jason Robert Brown, Prince, Sia, Pasek y Paul, y más. El álbum debutó en las listas de Billboard en el puesto 29 para artistas independientes y en el puesto 12 para Heatseekers (músicos prometedores).
Vosk lanzó un EP de canciones navideñas titulado A Very CoCo Christmas el 9 de diciembre de 2020.

### Otros trabajos
Es copresentadora del podcast "Killing it on Broadway" con Jennifer Simard.
Vosk interpretó a Lute en la serie original de Amazon Prime Video Hazbin Hotel.

## Vida personal
Vosk ha residido en West New York, Nueva Jersey, y tiene un perro llamado Fred.

## Créditos en teatro
| Años    | Producción                                   | Papel                            | Teatro                              | Categoría                                           |
| ------- | -------------------------------------------- | -------------------------------- | ----------------------------------- | --------------------------------------------------- |
| 2014    | West Side Story                              | Anita                            | Louise M. Davies Symphony Hall      | Concierto de la Orquesta Sinfónica de San Francisco |
| 2014    | Los puentes de Madison                       | Swing                            | Gerald Schoenfeld Theatre           | Broadway                                            |
| 2015    | Finding Neverland                            | Miss Bassett / Ensemble          | Lunt-Fontanne Theatre               | Broadway                                            |
| 2015–16 | El violinista en el tejado                   | Fruma Sarah / Golde (understudy) | Broadway Theatre                    | Broadway                                            |
| 2016–17 | Wicked                                       | Elphaba                          | Various                             | Gira nacional                                       |
| 2018–19 | Wicked                                       | Elphaba                          | Gershwin Theatre                    | Broadway                                            |
| 2019    | Becoming Nancy                               | Tía Val / Kate Bush              | Alliance Theatre                    | Estreno mundial                                     |
| 2020    | Joseph and the Amazing Technicolor Dreamcoat | Narradora                        | David Geffen Hall en Lincoln Center | 50 Aniversario                                      |
| 2023    | Chess                                        | Florence Vassy                   | The Muny                            | Regional                                            |